# Varga Árpád (történész)
Varga Árpád (Szalárd, 1951. augusztus 1. – Mezőtelegd, 1994. november 12.) erdélyi magyar történész.

## Életútja
Középiskolai tanulmányait Nagyváradon végezte (1970), a kolozsvári BBTE történelem szakán szerzett tanári oklevelet (1974). Pályáját a székelyudvarhelyi múzeumban kezdte, ahol a céhes iratok rendezését kapta feladatul. A múzeum kiállítási csarnokának építésekor lezuhant a tetőről és gerinctörést szenvedett, ami derékon aluli teljes bénuláshoz vezetett (1976). Hátralévő éveit Székelyudvarhelyen, majd a mezőtelegdi szülői házban, ágyhoz kötötten, de szellemi aktivitásban töltötte.
Egyetemi tanulmányai alatt Jakó Zsigmond Pál tanítványaként a középkori írásbeliség és a magyar művelődéstörténet kutatásával jegyezte el magát. Első írása a Zepeczaner Jenővel közösen jegyzett Új freskó a Székelyföldön (Korunk, 1975/2), amely az akkor felfedezett székelyderzsi Szent László falkép első ismertetése az irodalomban. Tragikus balesete után ágyhoz kötötten is dolgozott, s ez adott értelmet életének. Államvizsga-dolgozatának átdolgozott szövegét (A váradi káptalan hiteleshelyi működése) a Művelődéstörténeti Tanulmányok 1980 (Bukarest, 1980) közölte. A rövid levéltári működése során gyűjtött anyag felhasználásával írt tanulmányainak egy része megjelent az Erdélyi Múzeumban:
- Íráshasználat a székelyudvarhelyi tímárcéhben (1991/ 1–4);
- Benkő Ferenc (1993/1–2);
- Céhes bőripar Székelyudvarhelyen (a céhek működésében jelentkező átfedésekről, 1994/1–2);
- Egy mezőtelegdi pénztárkönyv tanulságai (1994/3–4).

Halála után jelent meg A Rákóczi-szabadságharc előzményei Udvarhelyszéken (a felkeléshez való csatlakozás okairól. 1995/1–2).
A nagyváradi Harangszóban helytörténeti írásokkal jelentkezett. Kupán Árpáddal együtt gondozta és kiegészítette Sass Kálmán – halála után újra megjelent – helytörténeti monográfiájának második kiadását (Mezőtelegd története. Nagyvárad, 1996).
Kéziratban maradt dolgozatai: A székelyudvarhelyi múzeum két esztendeje. 1974–1976, Adatok Udvarhelyszék és város tiszti címtárához, Benkő Ferenc diáriuma, Transumptiones. Átiratok a székelyderzsi unitárius parókia levéltárából és a székelyudvarhelyi céhek levéltárából. „Tanulmányai, közleményei nem csak új adataik és megállapításaik, de a létrehozásuk mögött feszülő, emberfeletti akadályokat legyőző akarat és kötelességtudat révén is történettudományunk megbecsülendő értékei maradnak” – összegezi a gyászjelentés kicsinyre szabott életművének tudományos és emberi becsét.